# ژوکوف (شهر)
شهر ژوکوف (به روسی: Жуков) در کشور روسیه و در اوبلاست کالوگا واقع شده‌است.